# Vladimir Sinjavskij
Vládimir Ivánovič Sinjavskij (in russo Владимир Иванович Синявский?; in ucraino Володимир Іванович Синявський?, Volodymyr Ivánovyč Synjavs'kyj; Distretto di Derhači, 18 febbraio 1932 – Kiev, 27 dicembre 2012) fu un lottatore sovietico proveniente dall'Ucraina, vincitore della medaglia di bronzo nei Giochi olimpici estivi di Roma 1960 nei pesi leggeri.
Fu campione iridato a Teheran 1959 e vicampione a Yokohama 1961.

## Palmarès
| Anno | Manifestazione  | Sede     | Evento                | Risultato | Note |
| ---- | --------------- | -------- | --------------------- | --------- | ---- |
| 1959 | Mondiali        | Teheran  | Pesi leggeri (−67 kg) | Oro       |      |
| 1960 | Giochi olimpici | Roma     | Pesi leggeri (−67 kg  | Bronzo    |      |
| 1961 | Mondiali        | Yokohama | Pesi leggeri (−67 kg) | Argento   |      |